# Drapeau de la Pennsylvanie

Drapeau du Gouverneur

Le drapeau de la Pennsylvanie comprend les armoiries de l'État entouré d'un cheval de chaque côté et surmonté d'un pygargue à tête blanche, symbole des États-Unis, le tout sur un fond bleu.
Les armoiries de l'État représentent un bateau au-dessus d'une charrue et de trois grains de blé. Au-dessous des armoiries, il y a dessinés un épi de blé sur la gauche et une branche d'olivier sur la droite. Ces deux branches permettent de mettre l'accent sur le passé de l'État et sur l'espérance dans l'avenir.
En dessous de tout cet ensemble, un listel rouge est représenté portant la devise de l'État : « Virtue, Liberty and Independence » (Vertu, Liberté et Indépendance).
Le premier drapeau portant les armoiries de l'État a été autorisé en 1799 par le conseil d'État de la Pennsylvanie et au cours de la Guerre de Sécession, de nombreux Pennsylvaniens arboraient le drapeau des États-Unis mais avec les armoiries de leur État à la place du champ d'étoiles.
En 1907, il est décidé d'harmoniser le bleu du drapeau avec le bleu du drapeau national.